# دوازده امامزادگان ملاط
دوازده امام زادگان یا دوازده تن که در 4 کیلومتری جنوب لنگرود واقع شده، مدفن 12 تن از سادات کیایی است که بر قسمت شرقی گیلان حکومت می کردند. سادات کیایی به دلیل زندگی در ملاط به سادات ملاطی نیز مشهور هستند. مطابق شجرنامۀ بقعه این دوازده تن عبارت اند از: سیّد علی و سیّد محمّد پسران امام زین العابدین(ع)، سیّد یوسف، سیّد یونس، سیّد حسن، سیّد مظفّر، سیّد موسی، سیّد حیدر، سیّد صالح، سیّد اسکندر، سیّد خاور و سیّد ابوذر، پسران امام محمد باقر(ع). بنا بر روایت مرعشی، نخستین کسی که در ملاط دفن شد و بعداً بارگاهی برای او ساخته شد، زن سیّد محمد کیا بود که در 820 درگذشت. سلطان دستور داد مقبرۀ بزرگی برای او بسازند که بعد خود نیز در آنجا دفن شد.
در گذشته به این بقعه «مشهدسر» می گفتند. بنای بقعۀ قدیمی از آجر و گچ بود که در دهۀ هشتاد به شکل و شمایلی جدید بازسازی شد.